# Paragavialidium sichuanensis
Paragavialidium sichuanensis är en insektsart som beskrevs av Zheng, Z., Haijian Wang och F-m. Shi 2007. Paragavialidium sichuanensis ingår i släktet Paragavialidium och familjen torngräshoppor. Inga underarter finns listade i Catalogue of Life.